# Espace urbain de Béziers-Narbonne
Cet article court présente un sujet plus développé dans : Espace urbain.
L’espace urbain de Béziers-Narbonne est un espace urbain français. C'était, en 1999, le 25e des 96 espaces urbains français par la population, il comportait alors 49 communes.